# Martin Puchner

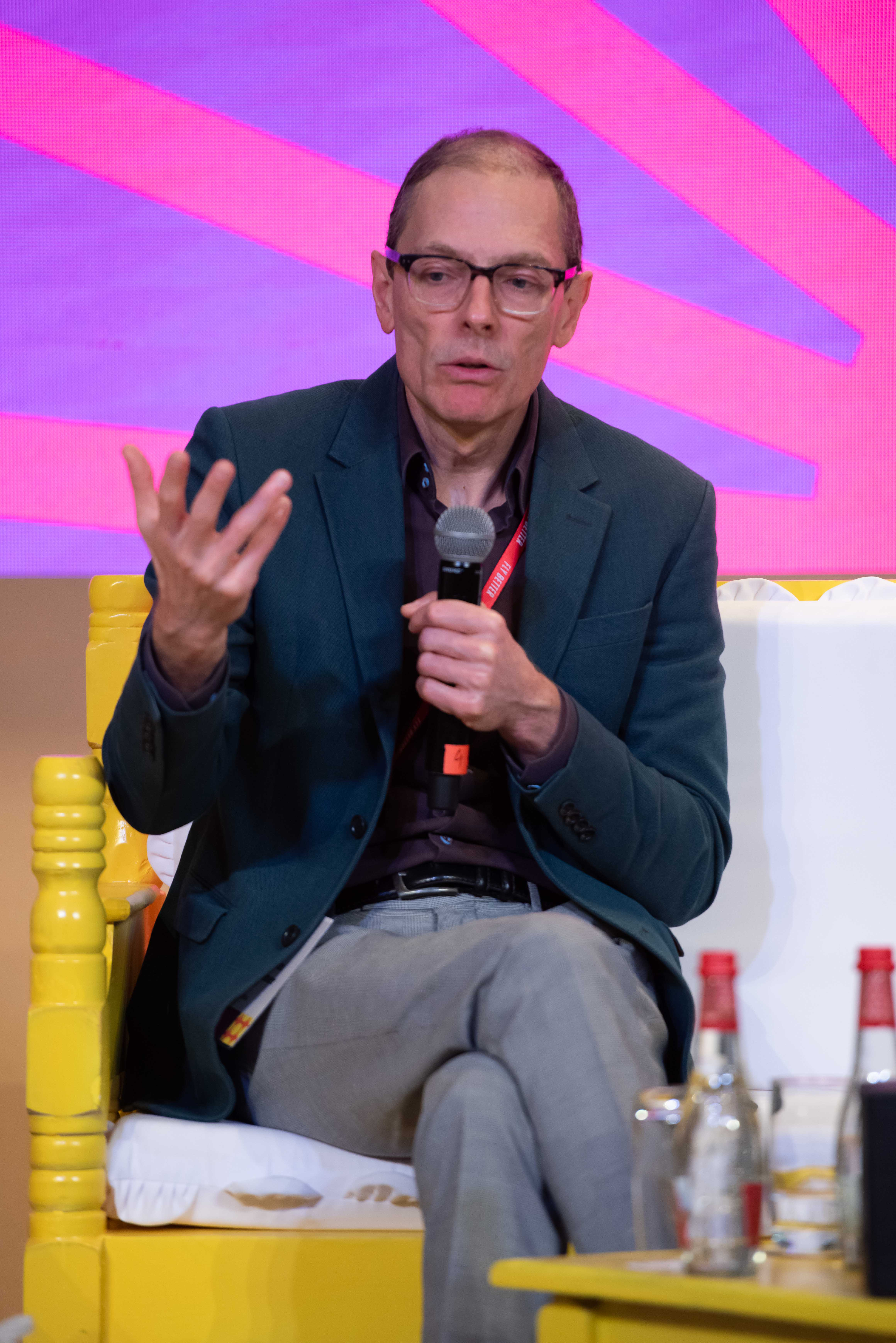
Martin Puchner

Hans Martin Puchner (geboren 11. August 1969 in Erlangen) ist ein deutschamerikanischer Kultur- und Literaturwissenschaftler.

## Leben
Martin Puchner studierte mit einem Stipendium der Studienstiftung des deutschen Volkes an der Universität Konstanz, an der Universität Bologna und an der University of California, Santa Barbara (M.A., 1994). Er wurde 1998 an der Harvard University promoviert.
Bis 2009 war er an der Columbia University beschäftigt. Seither lehrt er Anglistik und Komparatistik an der Harvard University und leitet dort außerdem die Theaterausbildung. Im Jahr 2017 erhielt er eine Guggenheim Fellowship. 
Seit 2011 ist er Mitglied der Academia Europaea.

## Schriften (Auswahl)
- Stage Fright: Modernism, Anti-Theatricality, and Drama. The Johns Hopkins University Press, Baltimore 2002.
  - Theaterfeinde: Die anti-theatralischen Dramatiker der Moderne. Erweiterte Fassung. Übersetzung Jan Küveler. Rombach, Freiburg 2006.
- mit Alan Ackerman (Hrsg.): Against Theatre: Creative Destructions on the Modernist Stage. Palgrave Macmillan, New York 2003.
- Six Plays by Henrik Ibsen. Einführung und Anmerkungen Martin Puchner. Barnes and Noble, New York 2003.
- Karl Marx: The Communist Manifesto and Other Writings. Einführung und Anmerkungen Martin Puchner. Barnes and Noble, New York 2005.
- Poetry of the Revolution: Marx, Manifestos, and the Avant-Gardes. Princeton University Press, Princeton 2006. (James Russell Lowell Award.)
- Modern Drama: Critical Concepts. Routledge, New York 2007, ISBN 978-0-415-38660-9.
- als Mit-Hrsg.: The Norton Anthology of Drama. Norton, New York 2009.
- The Drama of Ideas: Platonic Provocations in Theater and Philosophy. Oxford University Press, New York 2010. (Joe A. Callaway Prize für das beste Theaterbuch 2012.)
- als Hrsg.: The Norton Anthology of World Literature, 3rd edition. Norton, New York 2012.
- The Written World: The Power of Stories to Shape People, History, Civilization. Random House, New York 2017.
- Die Sprache der Vagabunden: Eine Geschichte des Rotwelsch und das Geheimnis meiner Familie. Siedler, München 2021, ISBN 978-3-8275-0149-3.
- Literature for a Changing Planet. Princeton University Press, Princeton 2022.
- Culture: The Story of Us, from Cave Art to K-pop. Norton, New York, 2023 (deutsche Ausgabe: Kultur. Eine neue Geschichte der Menschheit. Klett-Cotta, Stuttgart 2025, ISBN 978-3-608-96659-6).